# Brücke von Chabarowsk
Die Chabarowsker Brücke überquert sieben Kilometer nördlich des Stadtzentrums von Chabarowsk im Fernen Osten Russlands den Fluss Amur. Auf dem oberen Geschoss der zweigeschossigen Brücke verläuft die russische Fernverkehrsstraße M 58 „Amur“, darunter befinden sich die Gleise der Transsibirischen Eisenbahn. Die ursprünglich zwischen 1913 und 1916 errichtete Brücke wurde ab 1992 rekonstruiert und teilweise neu gebaut. Die neue 2599 Meter (mit Auffahrten 3890,5 Meter) lange Brücke wurde etappenweise zwischen 1998 und 2009 eröffnet.
Bis zur Eröffnung der Eisenbahnbrücke bei Komsomolsk am Amur im Verlauf der östlichen Verlängerung der Baikal-Amur-Magistrale (BAM) nach Sowetskaja Gawan am Japanischen Meer im Jahr 1975 war die Brücke von Chabarowsk die einzige Brücke über den fast 3000 Kilometer langen Strom. Weitere Brücken sind projektiert, wurden aber bislang nicht errichtet. Die Brücke von Chabarowsk ist auf der Rückseite der 2006 eingeführten russischen 5000-Rubel-Banknote der Serie von 1997 abgebildet.

## Geschichte
Der ersten Untersuchungen zur Möglichkeit der Errichtung einer Amurbrücke bei Chabarowsk wurden 1895 im Zusammenhang mit dem Bau der Transsibirischen Eisenbahn durchgeführt. Die Stadt wurde 1897 von der ab 1893 aus Richtung Wladiwostok herangeführten Ussuri-Eisenbahn erreicht. Die Hauptstrecke der Transsibirischen Eisenbahn wurde jedoch zunächst in Form der Chinesischen Osteisenbahn über das Territorium der Mandschurei und damit des Kaiserreiches China geführt, sodass die Notwendigkeit des Baus einer Amurbrücke zunächst entfiel.
Die Niederlage Russlands im Russisch-Japanischen Krieg 1904/05, die nicht zuletzt auf die mangelnde Versorgung der Truppen in Fernen Osten des Landes zurückzuführen war, machte die strategischen Nachteile dieser Streckenführung deutlich. 1906 wurde daher mit den Vorarbeiten zum Bau der Amureisenbahn begonnen, die ausgehend von Kuenga (westlich von Sretensk, wo seit 1900 eine Zweigstrecke der Transsibirischen Eisenbahn am Amur-Quellfluss Schilka endete) immer auf dem Territorium des Russischen Reiches bis nach Chabarowsk führen sollte. Für die notwendige Amurquerung wurde ein Projektwettbewerb ausgeschrieben, in dessen Verlauf neben Brücken auch der Bau eines Tunnels erwogen wurde, und den schließlich eine Gruppe von Konstrukteuren um Lawr Proskurjakow (1858–1926) und Grigori Perederi (1871–1953) gewann.

### Erste Brücke
Die Bahnstrecke wurde in west-östlicher Richtung erbaut und erreichte 1913 das linke Amur-Ufer gegenüber Chabarowsk. Der Grundstein zum Brückenbau wurde am 30. Julijul. / 12. August 1913greg. in Anwesenheit des Generalgouverneurs des Amurgebietes Nikolai Gondatti (1860–1946) gelegt. Die stählernen Bauteile für die Brückenträger wurden in Warschau hergestellt, per Bahn nach Odessa befördert, von wo sie auf dem Seeweg nach Wladiwostok und weiter per Bahn nach Chabarowsk gelangten und dort montiert wurden. Die Eröffnung der Brücke war gemäß Projekt für den 1. Oktober 1915 geplant, wurde aber durch den Beginn des Ersten Weltkriegs verzögert. Im Herbst 1914 versenkte der deutsche Kreuzer Emden im Indischen Ozean das belgische Dampfschiff Kortrijk mit den Teilen für die letzten beiden Brückenträger. Neue Teile mussten in Kanada bestellt werden. Am 5. Oktoberjul. / 18. Oktober 1916greg. wurde der Verkehr über die eingleisige Brücke, die nach dem zu diesem Zeitpunkt zwölfjährigen russischen Zarewitsch Alexei benannt wurde, schließlich eröffnet. Die Baukosten hatten 13,5 Millionen Rubel betragen.
Während des Russischen Bürgerkrieges wurden am 5. April 1920 zwei der Brückenträger von den sich aus Chabarowsk vorübergehend zurückziehenden roten Truppen gesprengt. Die Bahnstrecke blieb für fünf Jahre unterbrochen. Die Arbeiten zur Wiederherstellung der Brücke begannen unmittelbar nach der endgültigen sowjetischen Machtübernahme im Fernen Osten im November 1922; der Verkehr konnte aber erst am 22. März 1925 wieder aufgenommen werden.

### Tunnel
In den folgenden Jahrzehnten blieb die eingleisige Brücke eines der „Nadelöhre“ der Transsibirischen Eisenbahn. Nach der Annexion der Mandschurei durch Japan 1931 entschloss man sich aus strategischen Gründen zum Bau eines zusätzlichen eingleisigen Tunnels unter dem Amur als Alternative zur Brücke. Die 1937 begonnenen Arbeiten wurden am 25. Oktober 1942 abgeschlossen, nachdem am 12. Juli 1941 die erste Testfahrt durchgeführt worden war. Bis 1964 blieb der 7198 Meter lange Tunnel ein im regulären Eisenbahnverkehr ungenutztes militärisches Geheimobjekt. Danach wurden zur Entlastung der Brücke zunächst Güterzüge, später auch Vorortzüge im Personenverkehr durch den Tunnel geleitet. Fernzüge der Transsibirischen Eisenbahn, die auch von Ausländern benutzt werden konnten, fuhren immer über die Brücke.
1979 wurde die Eisenbahnstrecke über die Brücke und durch den Tunnel mit 25 kV 50 Hz Wechselstrom elektrifiziert. Der Zustand der Brücke, insbesondere der Träger, verschlechterte sich aber immer mehr, sodass die Höchstgeschwindigkeit auf der mittlerweile fast 80 Jahre alten Brücke in den 1990er-Jahren bis auf 15 km/h gesenkt werden musste. 1990 wurde ein Projekt zur Rekonstruktion ausgearbeitet, das auch den Bau einer Straße über die Brücke vorsah.

### Rekonstruktion und zweite Brücke
1992 wurde mit den Arbeiten begonnen, indem zunächst unmittelbar südlich (flussaufwärts) der bestehenden Brückenpfeiler und unter Nutzung von deren Fundamenten neue Pfeiler für eine parallel verlaufende neue Brücke errichtet wurden. Der Eisenbahnverkehr über die bestehende Brücke wurde während der Bauarbeiten nicht unterbrochen. 1998 wurde der Eisenbahnverkehr über die neue Brücke aufgenommen, 1999 der Verkehr auf der oberhalb der Bahnstrecke verlaufenden Straße. Zwischen 1999 und 2000 wurden die Träger der alten Brücke demontiert; einer der alten Träger wurde unweit der Brücke auf der Chabarowsker Seite als Denkmal aufgestellt.
Die Umsetzung des nächsten Bauabschnittes, des Baus eines zweiten Gleises über neue Träger auf den instandgesetzten Pfeilern der alten Brücke, begann wegen finanzieller Schwierigkeiten erst 2005. Dieser Teil der Brücke wurde am 7. November 2009 in Betrieb genommen. Der projektierte Bau von zusätzlichen Spuren der Fernstraße M 58 oberhalb des zweiten Gleises wurde bisher nicht in Angriff genommen.

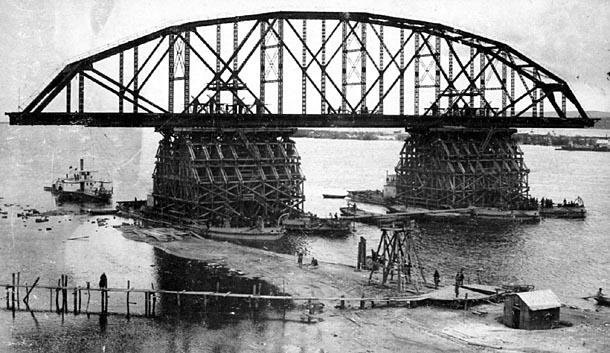
Ursprüngliche Brücke im Bau (vor 1916)
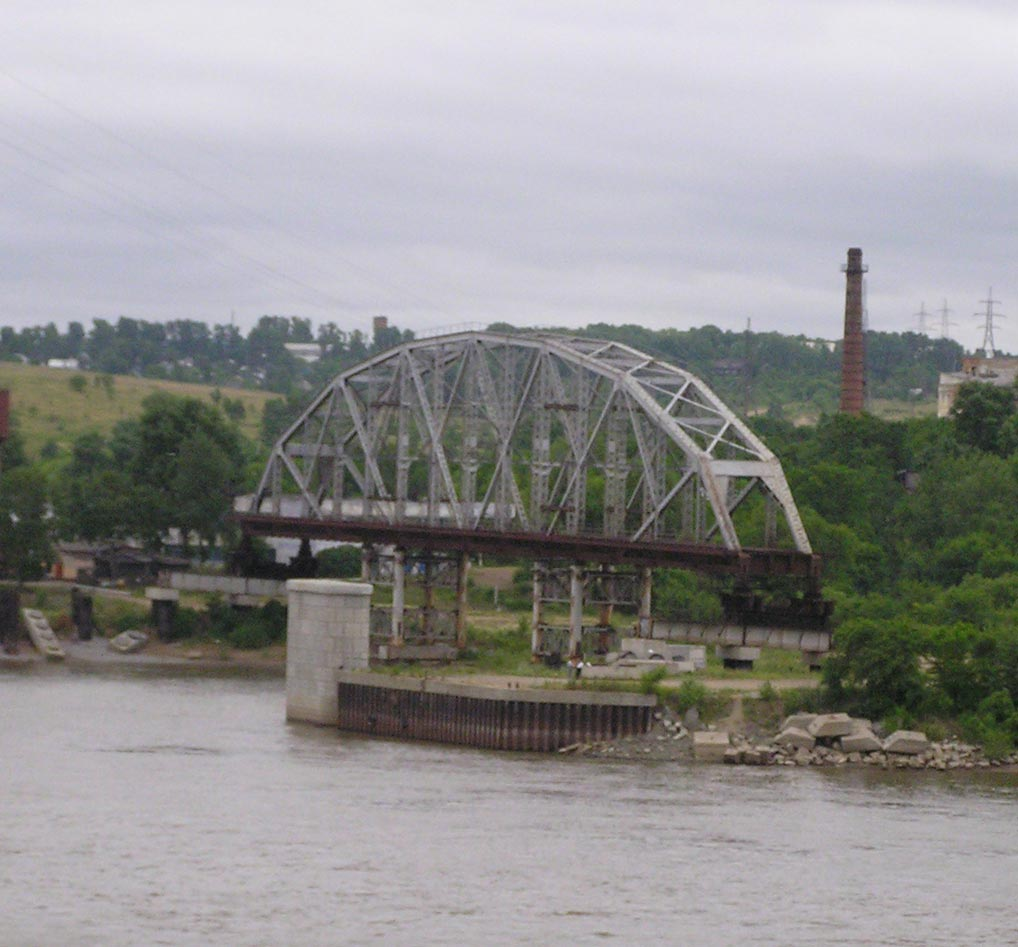
Träger der alten Brücke als Denkmal
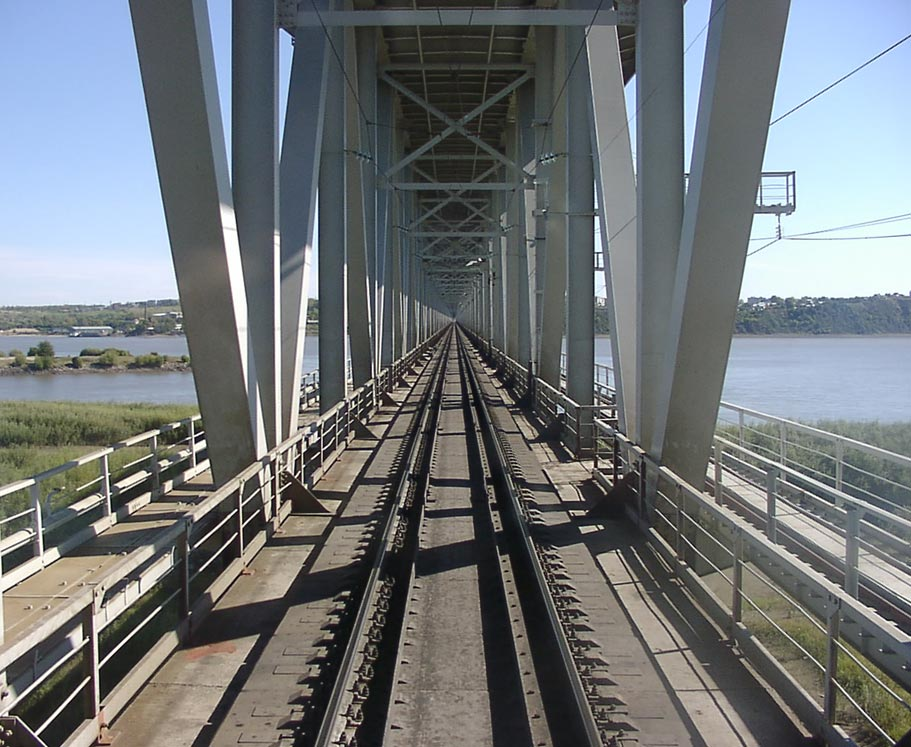
Erster Bauabschnitt der neuen Brücke (2005)
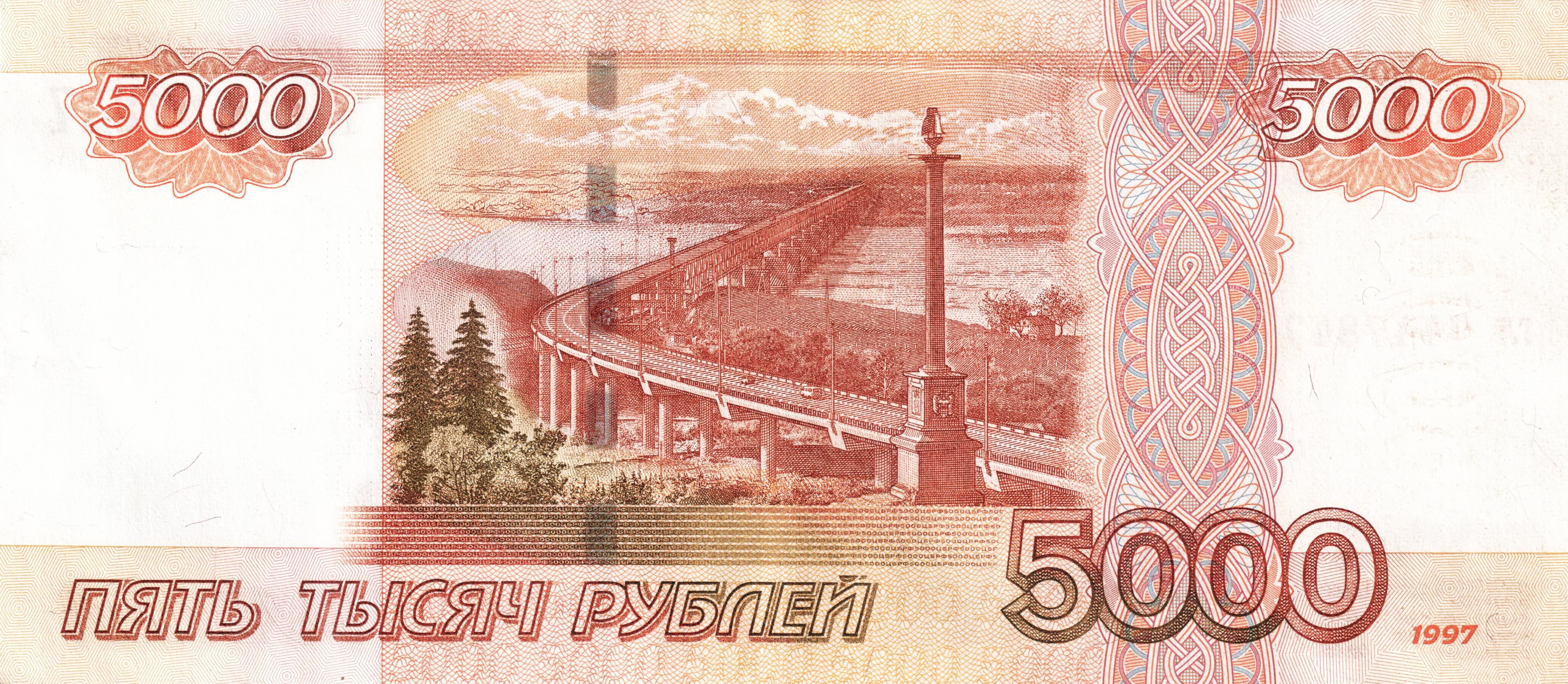
Abbildung der Brücke auf der 5000-Rubel-Banknote
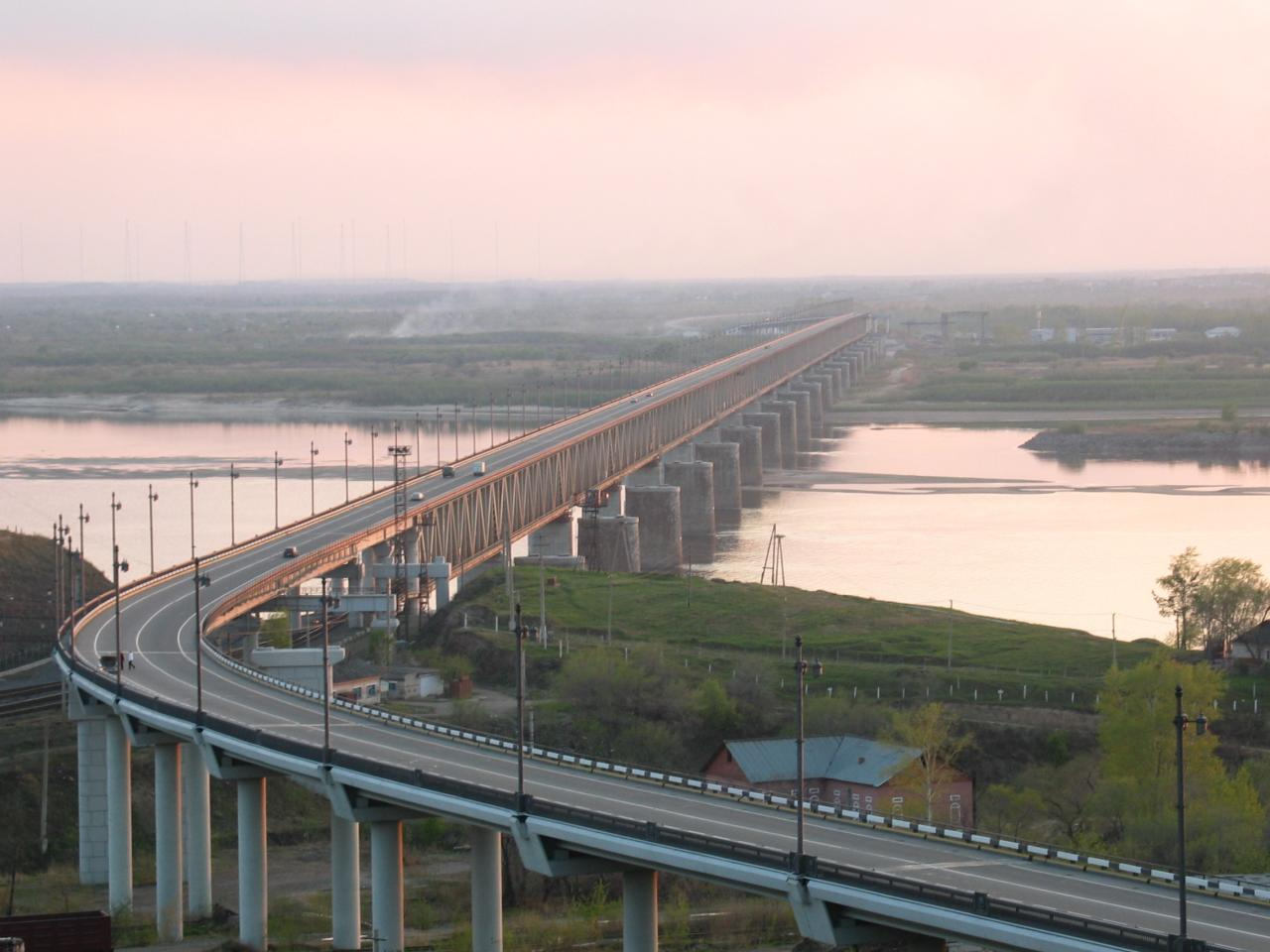
Brücke von Chabarowsk nach der Rekonstruktion 1999, zweites Gleis über die Pfeiler der alten Brücke noch nicht begonnen